# 인터넷 그룹 관리 프로토콜
인터넷 그룹 관리 프로토콜(Internet Group Management Protocol, IGMP)은 호스트 컴퓨터와 인접 라우터가 멀티캐스트 그룹 멤버십을 구성하는 데 사용하는 통신 프로토콜이다. 특히 IPTV와 같은 곳에서 호스트가 특정 그룹에 가입하거나 탈퇴하는데 사용하는 프로토콜을 가리킨다. TTL(Time to Live)가 제공되며 최초의 리포트를 잃어버리면 갱신하지 않고 그대로 진행 처리를 하는 것이 특징이다. (비대칭 프로토콜)

## 구조
IGMP를 사용한 멀티캐스트 서비스를 전달하기 위해 설계된 네트워크는 이와 같은 기본 구조를 사용할 수 있다: